# Jasmin Open 2022
Il Jasmin Open 2022 è un torneo di tennis femminile giocato sui campi in cemento all'aperto. È la 1ª edizione del torneo, che fa parte della categoria WTA 250 nell'ambito del WTA Tour 2022. Il torneo si gioca al Skanes Family Hotel di Monastir in Tunisia dal 3 al 9 ottobre 2022.

## Partecipanti al singolare

### Teste di serie
| Nazionalità | Giocatrice           | Ranking* | Testa di serie |
| ----------- | -------------------- | -------- | -------------- |
| Tunisia     | Ons Jabeur           | 2        | 1              |
|             | Veronika Kudermetova | 13       | 2              |
| Francia     | Alizé Cornet         | 37       | 3              |
| Croazia     | Petra Martić         | 43       | 4              |
| Belgio      | Elise Mertens        | 44       | 5              |
|             | Anastasija Potapova  | 48       | 6              |
| Rep. Ceca   | Kateřina Siniaková   | 49       | 7              |
| Polonia     | Magda Linette        | 55       | 8              |

* Ranking al 26 settembre 2022.

### Altre partecipanti
Le seguenti giocatrici hanno ricevuto una wild card per il tabellone principale:
- Mirra Andreeva
- Alizé Cornet
- Yasmine Mansouri

La seguente giocatrice è entrata in tabellone con il protected ranking:
- Evgenija Rodina

Le seguenti giocatrici sono passate dalle qualificazioni:

- Marina Bassols Ribera
- Linda Fruhvirtová
- Ana Konjuh
- Despoina Papamichaīl
- Lucrezia Stefanini
- Moyuka Uchijima

La seguente giocatrice è stata ripescata in tabellone come lucky loser:
- Harmony Tan

### Ritiri
Prima del torneo
- Sorana Cîrstea → sostituita da  Kamilla Rachimova
- Kaja Juvan → sostituita da  Lesja Curenko
- Jasmine Paolini → sostituita da  Elena-Gabriela Ruse
- Clara Tauson → sostituita da  Harriet Dart
- Martina Trevisan → sostituita da  Laura Pigossi
- Lesja Curenko → sostituita da  Harmony Tan
- Alison Van Uytvanck → sostituita da  Kateřina Siniaková

## Partecipanti al doppio

### Teste di serie
| Nazione     | Giocatrice          | Nazione     | Giocatrice         | Rank1 | Seed |
| ----------- | ------------------- | ----------- | ------------------ | ----- | ---- |
| Francia     | Kristina Mladenovic | Rep. Ceca   | Kateřina Siniaková | 20    | 1    |
| Giappone    | Miyu Katō           | Stati Uniti | Angela Kulikov     | 125   | 2    |
| Stati Uniti | Kaitlyn Christian   |             | Lidzija Marozava   | 129   | 3    |
| Romania     | Elena-Gabriela Ruse | Slovacchia  | Viktória Kužmová   | 190   | 4    |

* Ranking al 26 settembre 2022.

### Altre partecipanti
La seguente coppia di giocatrici ha ricevuto una wild card per il tabellone principale:
- Inès Ibbou /  Yasmine Mansouri

#### Ritiri
Prima del torneo
- Kaitlyn Christian /  Han Xinyun → sostituite da  Kaitlyn Christian /  Lidzija Marozava
- Oksana Kalašnikova /  Katarzyna Piter → sostituite da  Emily Appleton /  Quinn Gleason
- Lidzija Marozava /  Jana Sizikova → sostituite da  Isabelle Haverlag /  Prarthana Thombare

## Campionesse

### Singolare
Elise Mertens ha sconfitto in finale  Alizé Cornet con il punteggio di 6-2, 6-0.
- È il settimo titolo in carriera per la Mertens, il primo della stagione dopo oltre un anno e mezzo.

### Doppio
Kristina Mladenovic /  Kateřina Siniaková hanno sconfitto in finale  Miyu Katō /  Angela Kulikov con il punteggio di 6-2, 6-0.